# Заставская улица
Заста́вская улица — улица в Московском районе Петербурга. Нумерация домов возрастает с востока на запад, начинаясь от Витебского проспекта и заканчиваясь за Московским проспектом у входа на обувную фабрику «Скороход».
Как единая улица образована в 1888 году в северной части Московской заставы одновременно с включением в Забалканский проспект отрезка Московского шоссе между Московскими воротами и Рощинской улицей, к которому улица подходит с обеих сторон. Новую Заставскую улицу образовали, путём их слияния: с западной стороны — Масловский переулок (от обувной фабрики до проспекта) и с восточной стороны — Полигонная улица, пролегавшая от проспекта в направлении артиллерийского полигона на Волковском поле (см. Стрельбищенская улица).

## Происхождение наименования
В XVIII веке через территории нынешних южных районов города — Кировского, Московского и Невского — проходили тракты на Нарву, Москву и Шлиссельбург. На административной границе города Петербурга и одноимённой губернии были устроены заставы — соответственно Нарвская, Московская и Невская. Вопреки расхожему мнению, понятие «дорожная застава» не исчерпывалось «сторожевой будкой со шлагбаумом» «для временной задержки, опроса, осмотра проезжих, для взимания пошлин и проч.»: кроме того, застава представляла собой также один или несколько заставных домов, в которых размещался как военный, так и гражданский персонал, осуществлявший, в пределах своей компетенции, вышеуказанные функции.
В Петербурге после переноса Московской заставы от Обводного канала к Лиговскому рядом с Московскими воротами вместо прежнего караульного дома, размещавщегося по адресу: Забалканский проспект, дом № 85, было выстроено для этих целей по обе стороны проезда два двухэтажных дома, носивших название кордегардии. Слово «застава» при этом обрело в Петербурге дополнительное значение, как топоним, относящийся к пригородной территории с городской застройкой. Нарвская, Московская и Невская заставы, хоть и располагались на территории той или иной волости Петербургского уезда, имели особый административный режим, входя в состав так называемых пригородных участков.
После присоединения пригородных участков Петрограда к основной территории столицы, осуществлённого после Февральской революции 1917 года, необходимость в заставах отпала, и их названия (Нарвская, Московская, Невская) превратились в исторические топонимы. Наименование же Заставской улицы сохранило память об отживших учреждениях и единицах административного устройства города.

## Достопримечательности
- № 21 — Фонд Пожарной Безопасности (ООО «НПК-ФПБ»).
- № 25 — до 2014 года на участке находился доходный дом Бланштейна, построенный в 1909 году по проекту гражданского инженера Сергея Баранкеева. Дом Бланштейна был снесён по инициативе собственника ООО «Спрингалд», хотя находился в охранной зоне Московского проспекта, где запрещён снос зданий старше 1957 года[4].
- № 28 (ул. Коли Томчака, 13) — дом К. В. Степанова, 1905 г., арх-р Д. Д. Смирнов.  7830810000
- № 33 — Фабрика «Скороход». Комплекс построек, возведённых с 1896 по 1915 годы, включает конторское здание и несколько корпусов обувной фабрики и кожевенного завода. В 2021 году ансамбль был признан памятником промышленной архитектуры[5].
- Малярная мастерская Санкт-Петербургского вагоностроительного завода.
- № 33, литера Б — в 2006 году на здание была перенесена мемориальная доска Я. А. Калинину, 1957 год. Архитектор М. Ф. Егоров, скульптор Н. В. Дыдыкин. Материал — мрамор.
- № 38 — мемориальная доска Я. А. Калинину. В 1964 году возобновлена. Материал — мрамор.